# لويس بورس
لويس فان دي بورس (بالإنجليزية: Louise Bours)‏ هي سياسية وممثلة سابقة إنجليزية ولدت في يوم 23 ديسمبر 1968 في بلدة كونغليتون في تشيشير لأب من أصل هولندي. بدأت العمل كممثلة مسرح، وأصبحت أيضاَ مغنية أوبرا. تركت التمثيل وانضمت إلى حزب المحافظين، رشحت لمنصب عمدة كونغليتون لكنها فشلت. في سنة 2018 إنضمت إلى حزب الاستقلال وأصبحت عضوة في البرلمان الأوروبي.

## روابط خارجية
- لويس بورس على موقع IMDb (الإنجليزية)
- لويس بورس على موقع قاعدة بيانات الفيلم (الإنجليزية)